# Зубенко, Григорий Моисеевич
Григорий Моисеевич Зубенко — советский хозяйственный, государственный и политический деятель.

## Биография
Родился в 1916 году в Адамовке Щорсовского района Днепропетровской области. Член КПСС с года.
С 1937 года — на хозяйственной, общественной и политической работе. В 1937—1976 гг. — агроном машинно-тракторной станции Ивановского района Днепропетровской области, участник Великой Отечественной войны, командир артиллерийского взвода, командир дивизиона 299-го гвардейского Краснознамённого ордена Ленина артиллерийского полка 129-й гвардейской стрелковой Житомирской Краснознамённой дивизии, участковый агроном Мелитопольской МТС, председатель колхоза имени Кирова Мелитопольского района Запорожской области.
Избирался депутатом Верховного Совета СССР 4-го созыва.
Умер в селе Вознесенка в 2000 году.